# Hiroshi Hara (botànic)
Hiroshi Hara (原 寛, Hara Hiroshi) nascut el 5 de gener de 1911 a Tòquio; mort el 24 de setembre de 1986, va ser un botànic japonès.

## Biografia
El pare de Hara tenia la condició de baró i era president del Sūmitsu-in (Consell d'Estat) a l'Imperi japonès. Com l'únic fill, Hara va heretar el títol del seu pare el 1944, però va haver de renunciar poc després, quan l'adopció de la Constitució japonesa, els títols de noblesa (Kazoku) van ser abolits.
Fins i tot de petit, va preferir les plantes i va estudiar botànica a la Universitat de Tòquio. Durant els seus estudis va poder publicar una sèrie de publicacions científiques sobre la flora de Karuizawa. Va centrar la seva investigació en la família de les saxifragàcies (Saxifragaceae) i va poder publicar una monografia el 1939 al tercer volum de Nova Flora Japonica.
El 1934 es va graduar i va romandre a la universitat, primer com a assistent, de 1942 a 1944 com a professor, i fins al 1957 com a professor associat i després com a professor titular. El 1971 va esdevenir emèrit.
De 1938 a 1940 va assistir a la Universitat Harvard. Als anys seixanta, va iniciar un total de vuit viatges d'exploració a l'Himalaya oriental i va publicar tres volums d'una obra floral sobre el Nepal. Als anys vuitanta es va traslladar a viatges d'investigació a la República Popular de la Xina. El 1983 va publicar una monografia sobre la família de les caprifoliàcies (Caprifoliaceae).
Primer va descriure un total de més de 500 noves espècies. El 1984 va caure malalt amb distròfia muscular, on va morir el 1986.